# Црква Зоравор Аствацацин
Црква Зоравор Аствацацин (јерм. Զորավոր Սուրբ Աստվածածին եկեղեցի; Zoravor Surp Astvatsatsin yekeghets'i) најстарија је преживела црква у Јеревану, главном граду Јерменије. Раније је била позната као црква Аствацацин — црква Пресвете Богородице, међутим, име зоравор (у преводу моћно) додато је имену цркве пошто је црква чувала тринаестовековну библију Зоравор.
Црква се налази у округу Шахар у Старом Јеревану, где се раније налазила гробница и капела Светог Ананије из Дамаска, која је важила за чувено светилиште.

## Историја
Током прве половине 17. века, монах Мовсес Сјунеци изградио је манастриски комплекс уз финансијску помоћ становника Јеревана. Комплекс се састојао од цркве Светог Аствацацина, капеле Светог Ананије, као и од просторија намењених члановима заједнице и зграда прелатства, све утврђено високим зидинама. Поред овога, у манастиру је постојала и манастирска школа. Изградња манастирског комплекса одвила се за време владавине Филипа I Јерменског, католикоса свих Јермена (1632—1635). Међутим, новоизграђени манастир није дуго преживео, пошто је у потпуности срушен током катастрофалног земљотреса који је погодио Јереван 1679. године.
Данашња црква Зоравор Аствацацин изграђена је у периоду 1693—1694. године, на истом месту на ком се налазио и претходно порушени манастир, и то захваљујући донацији Које Паноса, који је у то време био један од најбогатијих становника Јеревана. Према натпису забележеном сто година након изградње цркве, она је рестаурирана од стране Габријела Арјурапета током владавине католикоса Луке I.
Црква представља тробродну базилику без куполе. На источној страни молитвене просторије налази се главни олтар са сакристијама у северном и јужном углу. Архитектонски посматрано, ентеријер и екстеријер цркве карактерише упечатљива једноставност, а трокровни трем на западном делу цркве са декоративним стубовима јој у одређеној мери пружа знатну живост. На равним деловима спољашњих зидова налазе се прекрасно резбарени хачкари који датирају из 17. века.
Године 1889. је на североисточној страни цркве изграђена капела Светог Ананије са степеницама које воде на гробље Светог Ананије које је смештено источно од капеле.
Црква је током совјетског периода изгубила своју верску улогу и служила у разне сврхе, да би током 1970-их година била опет враћена Јерменској апостолској цркви, када је у потпуности реновирана. Оштећени и урушени делови зидова и крова били су санирани и обновљени, додат је хор, изграђена је нова кућа за свештенике, а реновирана је и капела Светог Ананије.

## Галерија
- Црква Зоравор Аствацацин и капела Светог Ананије
- Звоник испред главног улаза у цркву
- Црква Зоравор Аствацацин
- Детаљ црквеног екстеријера
- Хачкар у молитвеном светилишту

- Хачкар у дворишту цркве
- Тимпан са фреском која приказује Девицу Марију и свете
- Главни олтар цркве Зоравор Аствацацин
- Унутрашњост цркве Зоравор Астацвацин
- Капела Светог Ананије
- Врата која воде до капеле Светог Ананије испод звоника
- Унутрашњост капеле Светог Ананије